# Politisches System der Europäischen Union

Die sieben Organe der Europäischen Union

Das Gebiet der Mitgliedstaaten der Europäischen Union

Das politische System der Europäischen Union ist vergleichbar mit den politischen Systemen vieler demokratischer, föderaler Staaten. Als formell supranationaler Zusammenschluss souveräner Staaten stellt die Europäische Union jedoch ein politisches Gebilde eigener Prägung dar, das es in dieser Form zuvor noch niemals gegeben hat. Bereits in der Entstehungsphase des europäischen Einigungsprojekts nach dem Zweiten Weltkrieg waren die bis heute fortwirkenden konzeptionellen Unterschiede zwischen den Modellen eines europäischen Bundesstaats einerseits und eines losen Staatenbunds andererseits angelegt. In diesem Spannungsfeld von Zielvorstellungen hat sich das derzeit bestehende Institutionengefüge herausgebildet, das in Deutschland üblicherweise mit dem Begriff Staatenverbund bezeichnet wird.

## Völkerrechtliche Stellung und Organe der EU

Europaflagge

Rechtliche Grundlage der Europäischen Union sind derzeit zwei völkerrechtliche Verträge, die die EU-Mitgliedstaaten miteinander geschlossen haben: der Vertrag über die Europäische Union (EUV), der 1992 in Maastricht geschlossen wurde, und der Vertrag über die Arbeitsweise der Europäischen Union (AEUV), der 1957 in Rom als EWG-Vertrag geschlossen, 1992 in EG-Vertrag umbenannt wurde und 2007 seinen heutigen Namen erhielt.
Mit diesen Verträgen vereinbarten die Mitgliedstaaten, die EU zu schaffen, ihr eine Rechtspersönlichkeit (Art. 47 EUV) zu geben und ihren Organen bestimmte Hoheitsrechte und Gesetzgebungskompetenzen zu übertragen. Man bezeichnet sie deshalb als „europäisches Primärrecht“. Das gesamte „Sekundärrecht“, das die EU selbst gemäß ihren eigenen Rechtsetzungsverfahren erlässt, ist aus diesen Verträgen und den darin genannten Kompetenzen abgeleitet. Dass die EU somit selbstständig Gesetze erlassen kann, die für ihre Mitgliedstaaten bindend sind, unterscheidet sie von anderen internationalen Organisationen. Als Völkerrechtssubjekt mit eigener Rechtspersönlichkeit kann sie auch selbst Verträge mit anderen Staaten abschließen und Mitglied einer internationalen Organisation sein. Sie ist also kein Staatenbund im klassischen Sinn.
Um den Inhalt der EU-Gründungsverträge zu verändern, müssen die Mitgliedstaaten neue völkerrechtliche Verträge, sogenannte Änderungsverträge, abschließen. Dies geschah bisher 1997 durch den Vertrag von Amsterdam, 2001 durch den Vertrag von Nizza und zuletzt 2007 durch den Vertrag von Lissabon, der zum 1. Dezember 2009 in Kraft trat. Anders als ein Bundesstaat kann die Europäische Union die Zuständigkeiten in ihrem politischen System also nicht selbst verteilen: Die Kompetenz-Kompetenz liegt nicht bei den EU-Organen selbst, sondern bei den Mitgliedstaaten. Dies ist auch der Grund, warum die EU zwar staatliche Funktionen erfüllt, bisher aber nicht als souveräner Staat gilt: Sie ist kein „originäres“, sondern ein abgeleitetes, ein sogenanntes „derivatives Völkerrechtssubjekt“.
Andererseits besitzen auch die einzelnen Mitgliedstaaten der EU keine vollständige Kompetenz-Kompetenz mehr, da sie die Hoheitsrechte, die der EU übertragen wurden, nicht mehr allein auf die nationale Ebene zurückholen können, sondern nur durch eine Vertragsänderung in Übereinklang mit den anderen Mitgliedstaaten. Um diese besondere Bedeutung der EU-Gründungsverträge zu unterstreichen, wird deshalb bisweilen auch der Begriff eines „europäischen Verfassungsrechts“ gebraucht. Allerdings hat jeder Mitgliedstaat nach Art. 50 EUV die Möglichkeit, aus der Union auszutreten, und ist insofern weiterhin souverän.
Die Europäische Union hat sieben Organe, die in Art. 13 des EU-Vertrags festgelegt sind. Im Einzelnen sind das
- das Europäische Parlament,
- der Europäische Rat,
- der Rat der Europäischen Union (auch „Ministerrat“ genannt),
- die Europäische Kommission,
- der Gerichtshof der Europäischen Union,
- die Europäische Zentralbank und
- der Europäische Rechnungshof.

Die Gesetzgebung liegt beim Europäischen Parlament, das seit 1979 direkt gewählt wird und daher unmittelbar die europäische Bevölkerung repräsentiert, sowie beim Rat der Europäischen Union, in dem Minister der einzelnen Mitgliedstaaten versammelt sind und die Interessen ihrer jeweiligen Regierungen vertreten. Die Kommission ist ein unabhängiges Organ, das dem Interesse der gesamten Union verpflichtet ist und im Wesentlichen Exekutivaufgaben wahrnimmt. Der Europäische Rat, in dem sich seit 1974 die Staats- und Regierungschefs der Mitgliedstaaten zu regelmäßigen Gipfeltreffen versammeln und der seit 1993 formell institutionalisiert ist, legt die allgemeinen Richtlinien der EU-Politik fest und spielt eine wichtige Rolle bei der Besetzung verschiedener EU-Ämter. Die Rechtsprechung in der EU erfolgt durch den politisch unabhängigen Europäischen Gerichtshof.
Die Europäische Zentralbank ist die gemeinsame Währungsbehörde der Mitgliedstaaten der Europäischen Währungsunion. Der Europäische Rechnungshof prüft die Rechtmäßigkeit und ordnungsgemäße Verwendung von Einnahmen und Ausgaben der Institutionen der EU.
Neben den EU-Gründungsverträgen existiert noch der Vertrag zur Gründung der Europäischen Atomgemeinschaft (EAG- oder Euratom-Vertrag), der ebenfalls 1957 in Rom geschlossen wurde. Er bildet die rechtliche Basis für die Euratom, die eine eigenständige supranationale Organisation ist und ebenfalls eigene Völkerrechtspersönlichkeit besitzt. Sie ist jedoch mit der EU institutionell verknüpft und teilt insbesondere sämtliche Organe mit ihr. Für die politische Praxis kommt der Euratom daher so gut wie keine eigenständige Bedeutung zu.

## Zuständigkeiten
Für die Zuständigkeiten der EU gilt grundsätzlich das Prinzip der begrenzten Einzelermächtigung (Art. 5 EUV): Die EU kann nur in den Politikbereichen gesetzgebend tätig sein, die in den Gründungsverträgen ausdrücklich genannt sind. Außerdem geben die Verträge für die einzelnen Bereiche jeweils – allerdings recht allgemein formulierte – Ziele vor, auf die die Maßnahmen der EU ausgerichtet sein müssen. Alle Zuständigkeiten, die der EU nicht ausdrücklich in den Gründungsverträgen übertragen wurden, verbleiben bei den Nationalstaaten.
Die Art der Kompetenzen, die die EU besitzt, kann sich je nach Politikfeld unterscheiden (Art. 2 AEUV). Die Formen von Zuständigkeiten orientieren sich dabei grob an den verschiedenen Formen von Gesetzgebungskompetenzen zwischen Bund und Ländern im deutschen Grundgesetz:
- In Bereichen mit ausschließlicher Zuständigkeit der EU ist auch nur diese dazu berechtigt, Recht zu setzen. Die Mitgliedstaaten dürfen hier nur tätig werden, wenn sie von der EU dazu ermächtigt werden. Die EU hat hier gegenüber ihren Mitgliedstaaten entsprechende Kompetenzen wie in Deutschland der Bund gegenüber den Ländern im Bereich der ausschließlichen Gesetzgebung.
In den Bereich der ausschließlichen Zuständigkeit der EU fallen die Europäische Zollunion, die Festlegung der Wettbewerbsregeln für den Europäischen Binnenmarkt, die Währungspolitik der Staaten, die an der Europäischen Währungsunion teilnehmen, die Erhaltung der biologischen Meeresschätze im Rahmen der Gemeinsamen Fischereipolitik sowie die Gemeinsame Handelspolitik (Art. 3 AEUV).
- In Bereichen mit geteilter Zuständigkeit können die Mitgliedstaaten Recht setzen, sofern und soweit die EU dies nicht getan hat. Das Verhältnis von EU und Mitgliedstaaten entspricht hier dem von Bund und Ländern im Bereich der konkurrierenden Gesetzgebung.
Die geteilte Zuständigkeit umfasst den Europäischen Binnenmarkt, bestimmte Bereiche der Sozialpolitik, den wirtschaftlichen, sozialen und territorialen Zusammenhalt, die Landwirtschaft und Fischerei mit Ausnahme des Erhalts der biologischen Meeresschätze, die Umweltpolitik, den Verbraucherschutz, die Verkehrspolitik, die Transeuropäischen Netze, die Energiepolitik, den Raum der Freiheit, der Sicherheit und des Rechts, bestimmte Bereiche des Gesundheitsschutzes, die Forschungs-, Technologie- und Raumfahrtpolitik sowie die Entwicklungspolitik (Art. 4 AEUV).
- In Bereichen mit unterstützender Zuständigkeit kann die EU lediglich Maßnahmen der Mitgliedstaaten ergänzen und koordinieren. Anders als im Bereich der geteilten Zuständigkeit kann die EU hier keine Harmonisierung der nationalen Rechtsvorschriften beschließen, die Mitgliedstaaten behalten also ihre volle Gesetzgebungshoheit.
Unterstützende Zuständigkeit hat die EU für die Bereiche Gesundheitsschutz, Industriepolitik, Kulturpolitik, Tourismus, Bildungs- und Jugendpolitik, Sport, Katastrophenschutz und Verwaltungszusammenarbeit (Art. 6 AEUV).

Neben diesen Arten von Zuständigkeiten gibt es einige Bereiche, in denen die EU besondere Formen von Kompetenzen besitzt. Dies gilt zum einen für die Wirtschafts-, Beschäftigungs- und die Sozialpolitik, wo die EU koordinierend tätig werden und teilweise verbindliche Leitlinien festlegen kann (Art. 5 AEUV). Zum anderen kann die EU im Rahmen der Gemeinsamen Außen- und Sicherheitspolitik tätig werden, wobei die Mitgliedstaaten mit ihr „im Geiste der Loyalität und der gegenseitigen Solidarität“ zusammenarbeiten, ohne dass die Verträge eine klare Kompetenzabgrenzung vornehmen (Art. 24 EUV).
Bei allen Maßnahmen der EU gelten außerdem die „Grundsätze der Subsidiarität und der Verhältnismäßigkeit“ (Art. 5 EUV). Nach dem Grundsatz der Subsidiarität sollen politische Entscheidungen nach Möglichkeit auf die niedrigste mögliche Ebene verlagert werden, also auf die nationalen, regionalen bzw. lokalen politischen Beschlussorgane der EU-Mitgliedstaaten. Die Europäische Union soll deshalb nur dann tätig werden, wenn untere Entscheidungsebenen nicht in der Lage sind, Probleme selbstständig in angemessener Form zu lösen. Der Grundsatz der Verhältnismäßigkeit besagt, dass eine Maßnahme der EU nicht weiter reichen darf, als für die in den Verträgen formulierten Ziele erforderlich ist.

## Legislative der Europäischen Union
Außer den verschiedenen Arten von Zuständigkeiten sehen die EU-Gründungsverträge auch verschiedene Entscheidungs- und Rechtsetzungsverfahren vor, die je nach Politikbereich verschieden sein können. Für einige Politikfelder gelten intergouvernementale Verfahren, d. h., die Regierungen der Mitgliedstaaten müssen alle Entscheidungen im Rat der EU (Ministerrat) einstimmig treffen. Dies betrifft etwa die Gemeinsame Außen- und Sicherheitspolitik und einen großen Teil der Sozialpolitik. In den meisten Politikbereichen gilt allerdings das sogenannte ordentliche Gesetzgebungsverfahren, bei dem Gesetze vom Europäischen Parlament und dem Rat der EU zusammen getroffen werden, wobei im Rat das Mehrheitsprinzip gilt (Art. 294 AEUV). Da diese Politikbereiche bis zum Vertrag von Lissabon im Rahmen der Europäischen Gemeinschaft geregelt waren, spricht man auch von der Gemeinschaftsmethode und von „vergemeinschafteten“ Politikfeldern.
Die geteilte Rolle von Europäischem Parlament und Rat der EU als Gesetzgeber der EU entspricht einem Zweikammersystem, wie es auch auf nationalstaatlicher Ebene vielfach existiert. Es ist insbesondere mit föderal organisierten Systemen, etwa der Bundesrepublik Deutschland, vergleichbar. Das Europäische Parlament entspricht dabei als Volksvertretung dem Deutschen Bundestag. Als Repräsentationsorgan aller Unionsbürger wird es seit 1979 in Europawahlen direkt gewählt. Diese Wahlen finden europaweit gleichzeitig, aber nach Mitgliedstaaten getrennt mit jeweils nationalen Kandidatenlisten statt. Jedem Land steht dabei eine bestimmte Anzahl an Sitzen im Parlament zu, wobei nach dem Prinzip der degressiven Proportionalität kleinere Staaten mehr Sitze pro Einwohner haben als größere.
Der Rat der EU hingegen ist das Vertretungsorgan der Regierungen aller Mitgliedstaaten, so wie der deutsche Bundesrat aus Regierungsvertretern der einzelnen Bundesländer besteht. Allerdings ist das Gewicht dieser beiden Kammern auf EU-Ebene in charakteristischer Weise anders verteilt als in Deutschland: Während in der Bundesrepublik Deutschland der Bundestag viele Gesetze auch allein erlassen kann und nur zum Teil auf die Zustimmung des Bundesrates angewiesen ist, kann das Europäische Parlament in keinem Fall Gesetze ohne Beteiligung des Rates erlassen.
Anders als der deutsche Bundestag und Bundesrat besitzen weder das Europäische Parlament noch der Rat der EU das Recht der Gesetzesinitiative. Diese liegt auf EU-Ebene allein bei der Europäischen Kommission; mit wenigen Ausnahmen, in denen auch eine Gruppe von Mitgliedstaaten oder eines der Organe der Europäischen Union Gesetzgebungsinitiativen entwickeln kann, ist die Kommission also die einzige Institution, die Entwürfe für EU-weite Rechtsakte vorlegen darf. Die Kommission kann jedoch von Parlament oder Rat aufgefordert werden, eine Gesetzesvorlage zu einer bestimmten Materie zu erarbeiten, und kommt solchen Aufforderungen in der politischen Praxis meist nach. Nachdem die Kommission ein Gesetzgebungsverfahren in Gang gesetzt hat, hat sie keinen unmittelbaren Einfluss mehr darauf, wie Parlament und Rat den Gesetzesentwurf verändern.

### Rat der Europäischen Union
Sitz: Brüssel

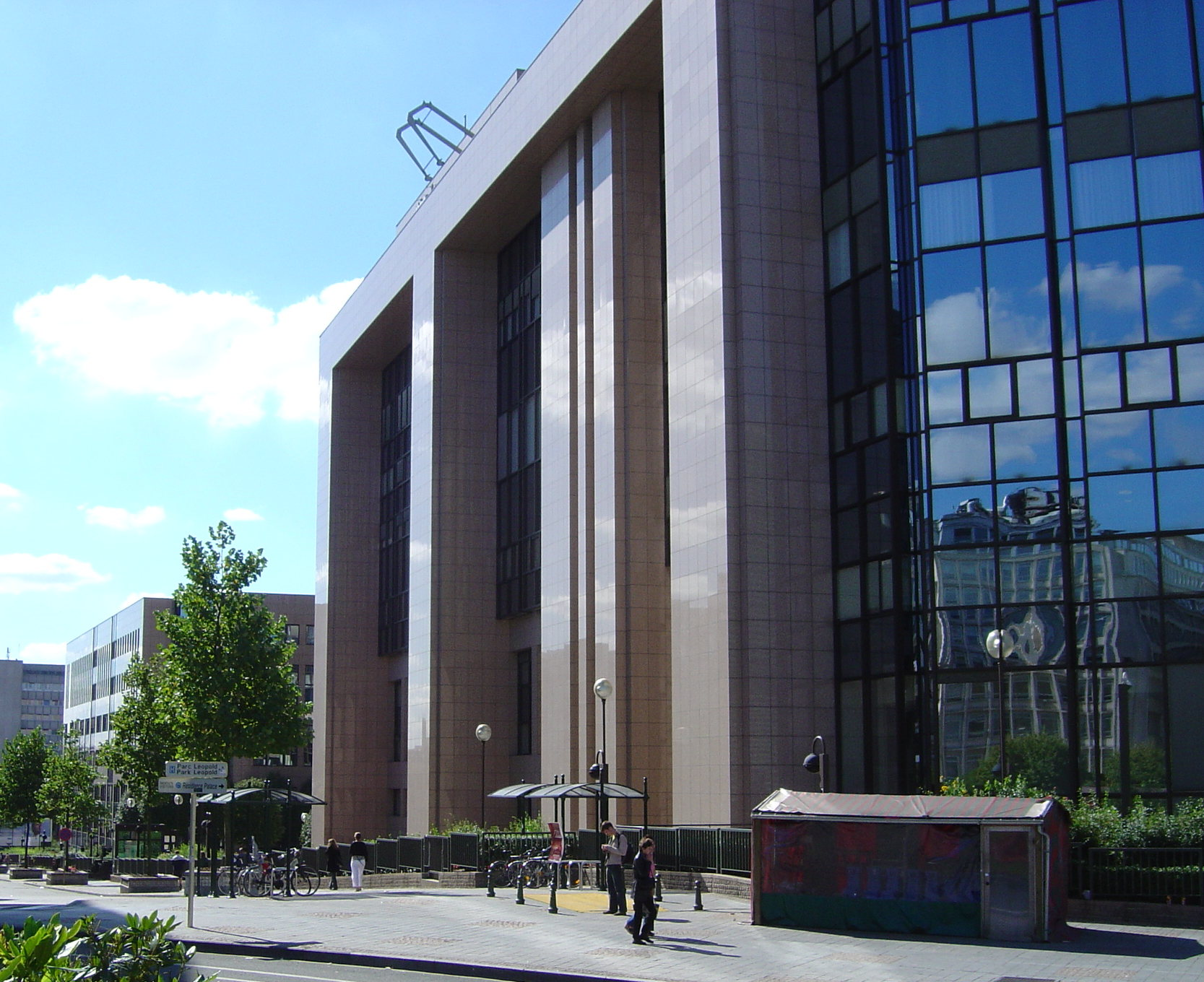
Das Justus-Lipsius-Gebäude am Europa-Gebäude, dem Hauptsitz des Rats der Europäischen Union in Brüssel

Von erstrangiger Bedeutung für das Zustandekommen von Rechtsakten ist stets die Entscheidungsfindung im Rat der EU. Außer bei einigen wenigen Gesetzgebungsmaterien vor allem in der Sozialpolitik, für die ein einstimmiger Beschluss erforderlich ist, gilt meist das Verfahren der qualifizierten Mehrheit. Dieses wurde durch den Vertrag von Lissabon neu definiert: Eine qualifizierte Mehrheit ist dann erreicht, wenn (a) 55 % der Mitgliedstaaten zustimmen, die (b) mindestens 65 % der EU-Bevölkerung repräsentieren.
Diese Regelung trat allerdings erst ab 2017 endgültig in Kraft. Bis dahin galt übergangsweise ein Verfahren, das auf gewichteten Stimmen basiert. Dabei haben die einzelnen Mitgliedstaaten im Rat je nach Bevölkerungszahl zwischen 3 (Malta) und 29 Stimmen (u. a. Deutschland). Diese Form der Differenzierung des Stimmengewichts ähnelt der Abstimmungsweise im deutschen Bundesrat, wo die einzelnen Bundesländer ebenfalls eine unterschiedliche Anzahl an Stimmen haben. Während im Bundesrat jedoch ausschließlich die gewichteten Stimmen gezählt werden, müssen für das Zustandekommen einer qualifizierten Mehrheit im Rat drei verschiedene Kriterien erfüllt werden:
- Es muss eine Mehrheit der Mitgliedstaaten zustimmen;
- die zustimmenden Mitgliedstaaten müssen 255 der insgesamt 345 Stimmen umfassen;
- die zustimmenden Mitgliedstaaten müssen mindestens 62 % der EU-Bevölkerung repräsentieren.

### Europäisches Parlament
Sitz in Straßburg, Generalsekretariat in Luxemburg

Gebäude des Europäischen Parlaments in Straßburg

Das Europäische Parlament teilt sich die Gesetzgebungsfunktion mit dem Rat, wobei es nach dem ordentlichen Gesetzgebungsverfahren gleichberechtigte Befugnisse hat und gegebenenfalls Entscheidungen auch verhindern kann. Lediglich in einigen bestimmten Politikfeldern (vor allem einige Bereiche der Sozialpolitik) hat das Europäische Parlament keine Mitentscheidungsrechte, sondern muss lediglich angehört werden.
Auch andere wichtige Entscheidungen, etwa die Ernennung einer neuen Kommission oder die Erweiterung der EU um neue Mitgliedstaaten, bedürfen notwendigerweise einer Zustimmung des Parlaments. Das Parlament legt außerdem zusammen mit dem Rat den EU-Haushalt fest, wobei der Rat auf der Einnahmen- und das Parlament auf der Ausgabenseite das letzte Wort hat (Art. 314 AEUV).
Das Parlament entscheidet in der Regel mit einfacher Mehrheit. Nur für wenige Entscheidungen von besonderem Gewicht wie ein Misstrauensvotum gegenüber der Kommission ist eine Zwei-Drittel-Mehrheit nötig. Eine Besonderheit stellt allerdings die Regelung dar, nach der in der zweiten Lesung im ordentlichen Gesetzgebungsverfahren – wenn also in erster Lesung keine Einigung zwischen Parlament und Rat stattgefunden hat – das Parlament nicht mit der Mehrheit der abgegebenen Stimmen, sondern mit der absoluten Mehrheit seiner Mitglieder entscheidet. Dies macht in der parlamentarischen Praxis meist breite fraktionsübergreifende Allianzen notwendig, da (wie in allen Parlamenten) nur selten auch wirklich alle Abgeordneten an Plenarsitzungen teilnehmen.
Das Parlament übt zudem die parlamentarische Kontrolle über die übrigen EU-Organe aus. Es kann dafür unter anderem Anfragen stellen und Untersuchungsausschüsse einrichten.

### Europäische Kommission
Sitz: Brüssel
Die Kommission hat für den überwiegenden Teil der EU-Rechtsakte das alleinige Initiativrecht inne, nur sie kann also Gesetzesvorschläge machen. Dies ist vor allem deshalb von Bedeutung, weil der Rat Rechtsakte, die vom Kommissionsvorschlag abweichen, nur einstimmig erlassen kann (Art. 293 Abs. 1 AEUV). Da bei Uneinigkeiten zwischen den Mitgliedstaaten eine solche Einstimmigkeit kaum zu erreichen ist, sind diese auf die Zusammenarbeit mit der Kommission angewiesen. Die Kommission kann dabei ihren Vorschlag während des Verfahrens jederzeit verändern (Art. 293 Abs. 2 AEUV) und so einen politischen Kompromiss fördern. Institutionell wird dies dadurch ermöglicht, dass die Kommission grundsätzlich zu Tagungen des Rates eingeladen ist (Art. 5 Abs. 2 der Geschäftsordnung des Rates).

## Exekutive der Europäischen Union
Auch bezüglich der ausführenden Gewalt erweist sich das Kompetenzgeflecht in der EU komplizierter, als es vielleicht auf den ersten Blick scheint. Zwar gibt es mit der Europäischen Kommission ein eigens für exekutive Zwecke geschaffenes und tätiges Organ, doch Stellung und Kompetenzen dieser Kommission weichen wiederum deutlich von denen nationaler Regierungen ab.

### Europäische Kommission
Sitz: Brüssel

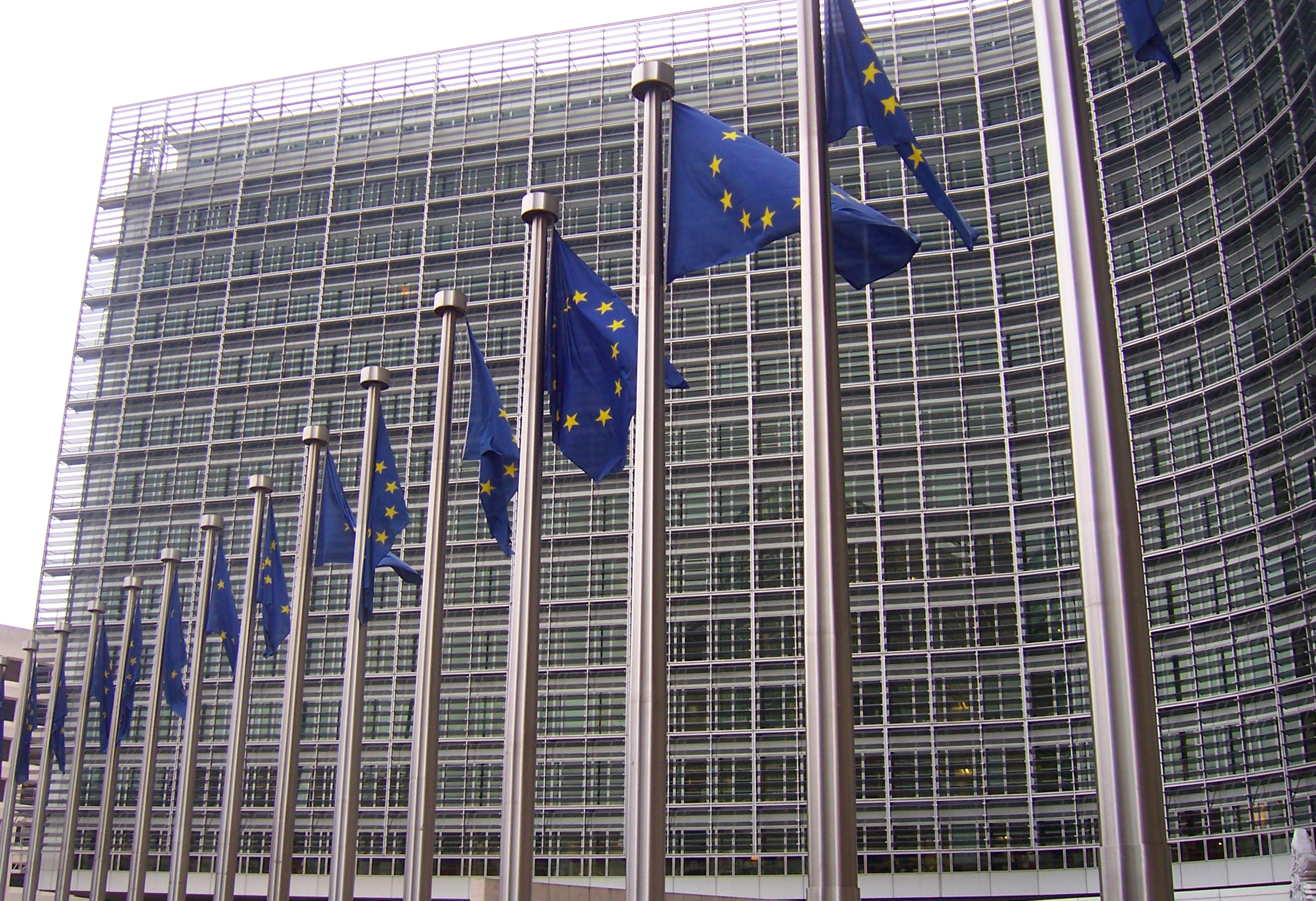
Das Berlaymont-Gebäude in Brüssel, Sitz der Europäischen Kommission.

Ein wichtiger Unterschied gegenüber nationalen Regierungen ist die Ernennung der Kommission. Hierfür einigen sich die Staats- und Regierungschefs der Mitgliedstaaten im Europäischen Rat auf einen Kommissionspräsidenten, wobei sie das Ergebnis der vorherigen Europawahl berücksichtigen müssen. Anschließend berufen sie – in Absprache mit dem designierten Präsidenten – die Kommissare, wobei jedes Land genau einen Kommissar stellt. Der Kommissionspräsident verteilt dann die einzelnen Ressorts unter den Kommissaren. Er hat das Recht, einzelne Kommissare zum Rücktritt aufzufordern; außerdem verfügt er (ähnlich wie etwa der deutsche Bundeskanzler gegenüber seinem Kabinett) über eine Richtlinienkompetenz. Das Europäische Parlament dagegen hat bei der Ernennung einer neuen Kommission lediglich das Recht, den Kommissionspräsidenten oder die Kommission als Ganzes abzulehnen oder (nach deren Ernennung) durch ein Misstrauensvotum mit Zweidrittelmehrheit zum Rücktritt zu zwingen. Diese relativ schwache Position der gewählten Volksvertretung bei der Ernennung der Exekutive wird häufig unter demokratietheoretischen Gesichtspunkten kritisiert.
Auf funktionaler Ebene kommen der Europäischen Kommission vor allem exekutive Aufgaben zu, die sie mithilfe ihres Beamtenapparats und durch mehrere Agenturen wahrnimmt. Außerdem ist die Kommission als „Hüterin der Verträge“ tätig: Sie wacht über deren Einhaltung ebenso wie über die Durchführung der EU-Rechtsakte in den Mitgliedstaaten und kann gegebenenfalls eine Vertragsverletzungsklage beim Europäischen Gerichtshof erheben.

### Europäischer Rat
Sitz: Brüssel

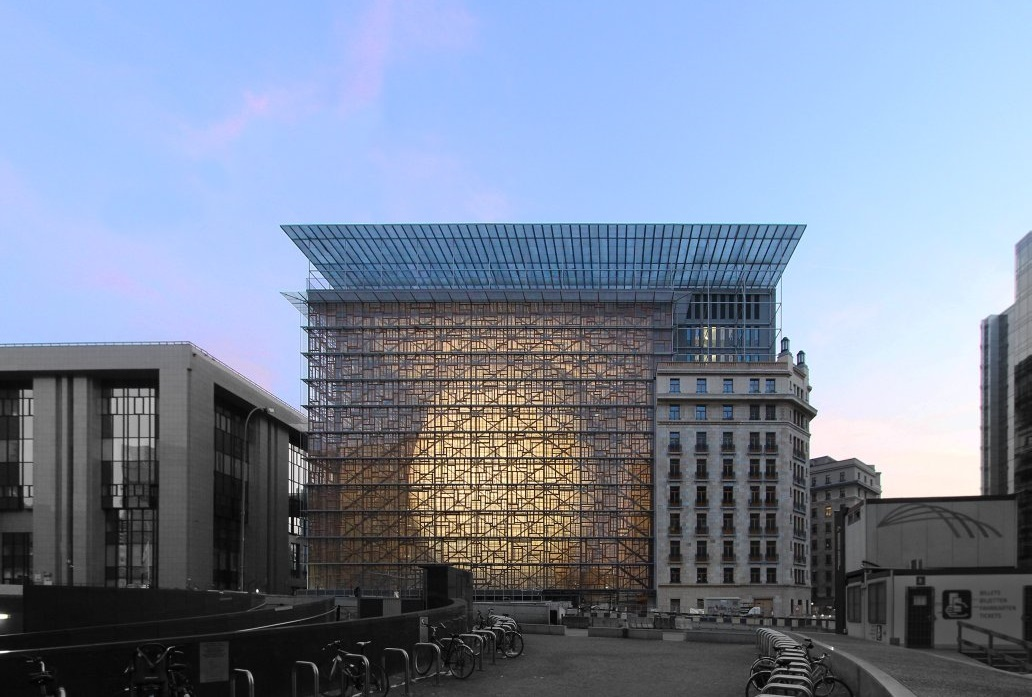
Das Europa-Gebäude in Brüssel, Sitz des Europäischen Rats

Der Europäische Rat, der aus den Staats- und Regierungschefs aller Mitgliedstaaten sowie – ohne Stimmrecht – dem Präsidenten des Europäischen Rates und dem Präsidenten der Europäischen Kommission zusammengesetzt ist (Art. 15 Abs. 2 EUV) und zweimal pro Halbjahr zusammen tritt (Art. 15 Abs. 3 EUV), bildet gegenüber der Kommission gewissermaßen eine übergeordnete Zusatzexekutive. Dem Vertragstext nach „gibt er der Union die für ihre Entwicklung erforderlichen Impulse“ und er „legt die allgemeinen politischen Zielvorstellungen und Prioritäten hierfür fest“. Ergänzend werden in strittigen Fragen Verhandlungen, die im Rat der Europäischen Union (sog. Ministerrat) ergebnislos geblieben sind, fortgeführt und nach Möglichkeit in Kompromisse umgesetzt. Da der Europäische Rat grundsätzlich „im Konsens“, also einstimmig entscheidet, sind die regelmäßigen Gipfeltreffen stets ein wichtiges Zeichen für die Einigkeit und Handlungsfähigkeit der Union. Kommt es zu Blockaden im Europäischen Rat, stagniert die Union politisch. Geleitet werden die Gipfeltreffen vom Präsidenten des Europäischen Rates, der jeweils für zweieinhalb Jahre ernannt wird.
Mittelbar der EU-Exekutive zuzurechnen sind ferner auch Organe in den Mitgliedstaaten, die mit der Umsetzung von EU-Recht befasst sind und insoweit der Kontrolle durch die Europäische Kommission unterliegen.

## Judikative der Europäischen Union
Sitz: Luxemburg
Die Rechtsprechung auf europäischer Ebene obliegt dem Gerichtssystem der Europäischen Union, das als Ganzes Gerichtshof der Europäischen Union genannt wird. In oberster Instanz entscheidet der Europäische Gerichtshof (EuGH), amtlich nur Gerichtshof genannt. Zur Entlastung des Gerichtshofs ist ihm für Klagen natürlicher und juristischer Personen das Gericht der Europäischen Union (EuG) vorgeschaltet. Richter und Generalanwälte des Europäischen Gerichtshofs und des Gerichts haben vor ihrer Nominierung in den Mitgliedstaaten als Richter und Juristen in herausragender Position gewirkt und bilden mit ihrer sechsjährigen Amtszeit (wiederholte Berufung möglich) eine unabhängige, supranationale Judikative.
Die Gerichte der Europäischen Union beschäftigen sich hauptsächlich mit der Durchsetzung des EU-Rechts. Dazu entscheiden sie über Klagen der Kommission, einzelner Mitgliedstaaten oder auch einzelner EU-Bürger wegen Verletzung des EU-Rechts und sie können die im AEU-Vertrag vorgesehenen Sanktionen verhängen. Es sind aber auch Klagen der Mitgliedstaaten oder einzelner EU-Bürger gegen die Kommission und andere EU-Organe wegen der Überschreitung ihrer Kompetenzen oder wegen sonstiger Verletzungen des EU-Rechts möglich. Darüber hinaus beantwortet der Europäische Gerichtshof Anfragen von nationalen Gerichten bezüglich der Auslegung von EU-Recht (Vorabentscheidungsverfahren). In seinen Entscheidungen interpretiert der EuGH die Unionsverträge dabei häufig in integrationsfreundlicher Weise.
Ferner hat die EU Fachgerichte mit erstinstanzlichen Zuständigkeiten. In zweiter Instanz ist das Gericht der EU zuständig.

## Europäische Zentralbank
Sitz: Frankfurt am Main

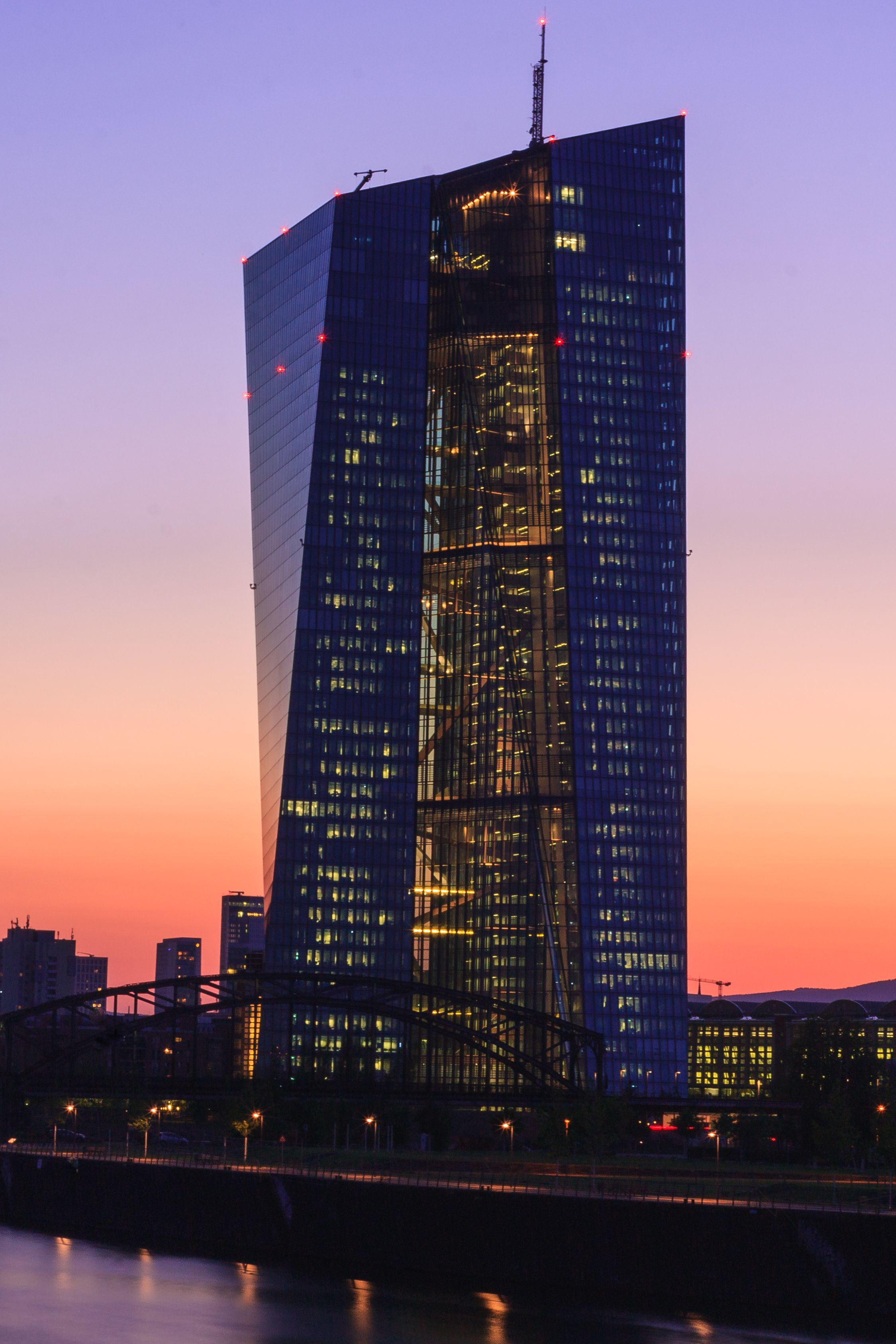
Sitz der Europäischen Zentralbank in Frankfurt am Main

Die Europäische Zentralbank ist die gemeinsame Währungsbehörde der Mitgliedstaaten der Europäischen Währungsunion und bildet mit den nationalen Zentralbanken (NZB) der EU-Staaten das Europäische System der Zentralbanken (ESZB).
Die Arbeit und die Aufgaben der EZB wurden erstmals im Vertrag von Maastricht 1992 festgelegt; seit dem Vertrag von Lissabon 2007 besitzt sie formal den Status eines EU-Organs.
Die grundlegenden Aufgaben sind die
- Festlegung und Durchführung der Geldpolitik,
- die Durchführung von Devisengeschäften,
- die Verwaltung der offiziellen Währungsreserven der Mitgliedstaaten (Portfoliomanagement)
- sowie die Versorgung der Volkswirtschaft mit Geld, insbesondere die Förderung eines reibungslosen Zahlungsverkehrs.

Das vorrangige Ziel ist die Gewährleistung der Preisniveaustabilität in der Eurozone. Weiteres Ziel ist die Unterstützung der Wirtschaftspolitik in der Europäischen Gemeinschaft, mit dem Ziel eines hohen Beschäftigungsniveaus und dauerhaften Wachstums, soweit dies ohne Gefährdung der Preisniveaustabilität möglich ist.
Die ausführenden Organe sind schlussendlich die nationalen Zentralbanken der Teilnehmerstaaten. Diese unterliegen den Regelungen des ESZB. Wichtig dabei ist, dass sie unabhängig gegenüber Weisungen nationaler Regierungen sind und nur der EZB unterstehen. Die EZB verfügt mit dem Rat und dem Erweiterten Rat über zwei Beschlussorgane und mit dem Direktorium über ein ausführendes Organ.

## Europäischer Rechnungshof
Sitz: Luxemburg

Sitz des Europäischen Rechnungshofs in Luxemburg

Der Europäische Rechnungshof schließlich prüft Einnahmen und Ausgaben im EU-Haushalt und wendet sich mit Stellungnahmen an das Europäische Parlament und an die Europäische Kommission. Die Haushaltskontrolle soll der effektiven Verwendung der Finanzmittel in der Union dienen, Missbräuche aufdecken und ihnen vorbeugen. Die Funktion des Europäischen Rechnungshofs entspricht damit derjenigen des Bundesrechnungshofs in Deutschland.
Jeder Mitgliedstaat schlägt einen Vertreter für den EuRH vor, der fachlich geeignet und unabhängig ist. Diese werden vom Ministerrat nach Anhörung des Parlaments für die Dauer von sechs Jahren ernannt. An der Spitze des EuRH steht ein Präsident, der aus den Reihen der Mitglieder für drei Jahre (eine Wiederwahl ist möglich) gewählt wird.
Die Mitarbeiter des EuRH können jederzeit Prüfbesuche bei anderen EU-Organen, in den Mitgliedstaaten sowie in solchen Ländern durchführen, die EU-Hilfen erhalten. Rechtliche Schritte kann er jedoch nicht unternehmen – Verstöße werden den anderen Organen mitgeteilt, damit entsprechende Maßnahmen ergriffen werden können.

## Entwicklungslinien
Die politische Integration der Europäischen Union war und ist Gegenstand mehrerer politikwissenschaftlicher Debatten. Verschiedene Ansätze der Internationalen Beziehungen, einer Teildisziplin der Politikwissenschaft, beziehen sich ausdrücklich auf die europäische Integration. So versucht der Neofunktionalismus die Eigendynamik des Integrationsprozesses zu beschreiben und entwickelte Erklärungsansätze dafür, dass in seinem Verlauf immer neue Politikfelder darin einbezogen wurden. Als Gegenposition betont der liberale Intergouvernementalismus die Rolle, die die nationalstaatlichen Regierungen im Integrationsprozess spielten.
Die derzeit größte theoretische Herausforderung stellt die europäische Integration für den Neorealismus dar. Dessen Grundannahme vom Mächtegleichgewicht, demzufolge internationale Kooperation immer vor dem Hintergrund staatlicher Sicherheitserwägungen stattfindet und am Souveränitätsverständnis der beteiligten Staaten seine Grenzen findet, scheint nur schwer mit der Entwicklung der EU in Einklang zu bringen. Vertreter des neoliberalen Institutionalismus sehen die EU daher als starkes Indiz dafür an, dass zwischenstaatliche Institutionen nicht allein dazu dienen können, sicherheitspolitische Bedenken einzelner Staaten bezüglich relativer Machtzugewinne anderer Staaten zu überwinden, sondern dass sie auch ein von ihren Mitgliedern unabhängiges Machtgefüge entwickeln können.
Zur Beschreibung der Funktionsweise der Europäischen Union wird in der Politikwissenschaft heute meist auf den Begriff des Mehrebenensystems zurückgegriffen, in der Rechtswissenschaft auf den des Staaten- oder Verfassungsverbunds.

### Gleichgewicht zwischen Intergouvernementalismus und Supranationalität
Historisch lag der Schwerpunkt der politischen Macht in der EU vor allem bei den Regierungen der Mitgliedstaaten – sie waren es, die die Entwicklung des Einigungsprozesses hauptsächlich gestalteten, sei es im Ministerrat oder auf Ebene der Regierungschefs. Zwar lag das Initiativrecht für Gesetzesentwürfe der Europäischen Gemeinschaft bei der Kommission, ansonsten hatte diese aber fast nur exekutive Funktionen. Die endgültige Entscheidung über gemeinsame Beschlüsse fiel hingegen im Ministerrat, wo zunächst grundsätzlich das Prinzip der Einstimmigkeit galt. Der Rat bestimmte damit sowohl die europäische Gesetzgebung als auch Festlegungen über die finanzielle Ausstattung der Gemeinschaft und über die Beiträge der Mitgliedstaaten, über die Verteilung der Haushaltsmittel und über regionale Fördermaßnahmen. Auch die Zusammensetzung der Kommission und die Benennung ihres Präsidenten geschah auf Initiative der einzelnen Regierungen. Das Europäische Parlament hatte hingegen zunächst lediglich beratende Funktionen.
Im Zuge der EU-Erweiterungen und der Vertragsreformen seit 1986 veränderte sich das Gleichgewicht unter den europäischen Institutionen. Während die EU nach und nach mehr Kompetenzen erhielt, wurde für immer mehr Politikbereiche bei Abstimmungen im Ministerrat das Mehrheitsverfahren eingeführt. Gleichzeitig wurde die Konzentration politischer Macht im Rat durch eine sukzessive Aufwertung der Mitwirkungsrechte des Europäischen Parlaments schrittweise zurückgedrängt, sodass inzwischen in den meisten Politikbereichen Rat und Parlament die gleichen Gesetzgebungsbefugnisse besitzen. Durch diese Stärkung des Parlaments sollte die EU bürgernäher und demokratischer werden.
Gleichwohl bleibt das Europäische Parlament in seinen Kompetenzen noch immer deutlich hinter denen einzelstaatlicher Volksvertretungen zurück: Die Kommission wird weiterhin vom Rat ernannt und muss vom Parlament lediglich bestätigt werden – anders als im nationalen Rahmen, wo die Exekutive (die Regierung) meist direkt vom Parlament gewählt wird. Auch das alleinige Initiativrecht der Kommission entspricht nicht nationalen Gepflogenheiten, denen gemäß die aus Wahlen hervorgegangenen Organe (Parlament und/oder Länderkammer) meist selbst das Initiativrecht besitzen. Diese Tatsachen speisen nach wie vor kritische Stimmen, die ein Demokratiedefizit der Europäischen Union sehen.
Befürworter einer starken Rolle des Ministerrats weisen hingegen darauf hin, dass die Regierungen der Mitgliedstaaten aus demokratischen Wahlen hervorgegangenen sind und somit die Gemeinschaft also mittelbar durchaus auf demokratischen Grundlagen basiert. Dass das Europäische Parlament nach wie vor weniger Rechte als ein nationales Parlament besitze, entspreche dem Umstand, dass ein europäisches Staatsvolk – im Gegensatz zu den Staatsvölkern der Mitgliedstaaten – als historisch, kulturell und politisch geeinter Volksverband einstweilen nicht existiere. In dem Maße, wie die 1992 geschaffene Unionsbürgerschaft als identitätsstiftendes supranationales Band zur Wirkung gelangt, könne auch der Einfluss des Europäischen Parlaments als Vertretungsorgan der EU-Bürger weiter zunehmen.

### Politikfelder der EU
Nachdem die Kompetenzen der Europäischen Gemeinschaften sich zunächst nur auf einige spezifische Politikfelder erstreckt hatten (Kohle und Stahl im Fall der EGKS, der Abbau von Zollhemmnissen bei der EWG und die Atomenergie im Fall der Euratom) wurden später zunehmend weitere Politikfelder auf europäische Ebene verlagert. So kam es seit den 1970er Jahren zu einer außenpolitischen Koordinierung der Mitgliedstaaten, die schließlich in der Gemeinsamen Außen- und Sicherheitspolitik mündete; außerdem erhielt die EG Kompetenzen beispielsweise in der Umwelt- und Bildungspolitik, im Verbraucherschutz, in der Währungspolitik und im Bereich Inneres und Justiz. Diese Kompetenzerweiterungen folgten dabei (der neofunktionalistischen Integrationstheorie zufolge) meist wahrgenommenen Sachzwängen, die sich aus den vorangegangenen Integrationsschritten (Spill-over-Effekt) ergaben. Hiernach führt sektorale Integration zur Verflechtung immer weiterer Sektoren, im Idealfall schließlich zum Endstadium einer allgemeinpolitischen Föderation. So führte etwa der Binnenmarkt zu einem freien Kapitalfluss und zum Wegfall der Grenzkontrollen in Europa, was wiederum Zusammenarbeit im Bereich Inneres und Justiz erforderte, um ein Anwachsen der grenzüberschreitenden organisierten Kriminalität zu verhindern. In ähnlicher Weise machte der gemeinsame Markt auch eine einheitlichere Umwelt- und Verbraucherschutzpolitik notwendig, um einen Wettlauf um die niedrigsten Standards zu vermeiden.
Allerdings war diese schrittweise Erweiterung der EU-Kompetenzen immer wieder umstritten. So wurde wiederholt kritisiert, dass es keine klare Abgrenzung der Kompetenzen zwischen den Nationalstaaten und der Europäischen Union gebe, da die Verträge zu großen Interpretationsspielraum ließen. Außerdem kam es bei Vertragsreformen häufig zwischen den Mitgliedstaaten zu Uneinigkeiten, welche weiteren Zuständigkeiten auf die EU übertragen werden sollten. Insbesondere Großbritannien sperrte sich seit den achtziger Jahren wiederholt gegen eine Übertragung weiterer Kompetenzen auf die supranationale Ebene. Dies führte unter dem Schlagwort des Europas der zwei Geschwindigkeiten zu einer Diskussion verschiedener Modelle, die manchen Mitgliedstaaten weitere Integrationsschritte erlauben sollten, auch wenn andere ihnen (noch) nicht folgen wollten.
Im aktuellen politischen System der EU ist hierfür das Instrument der Verstärkten Zusammenarbeit vorgesehen. Als Umsetzungsbeispiel dient hier etwa das Schengener Durchführungsübereinkommen, das 1995 zunächst nur von einer begrenzten Anzahl von Mitgliedstaaten geschlossen, inzwischen aber von fast allen EU-Staaten übernommen wurde; ein anderes Beispiel ist der Euro, der als Währung ebenfalls nur in einem Teil der Mitgliedstaaten gilt. Als Gefahr einer solchen ungleichen Integration wird allerdings eine neuerliche Trennung unter den gegenwärtigen Mitgliedstaaten der EU befürchtet, die den Integrationsprozess hemmen und schlimmstenfalls einen Zerfall der Unionsstrukturen befördern könnte.
Die Politikfelder der EU sind (Stand 2012):
- Beschäftigung und Soziales: Beschäftigung und Sozialpolitik
- Entwicklung und humanitäre Hilfe: Entwicklung und Zusammenarbeit, Humanitäre Hilfe, Menschenrechte
- Erweiterung der EU und Außenpolitik: Außen- und Sicherheitspolitik, EU-Erweiterung
- Gesundheit: Gesundheitswesen
- Justiz und Bürgerrechte: Bürgerschaft, Einwanderung, Justiz und Inneres, Verbraucherschutz
- Kultur, Bildung und Sport: Allgemeine und berufliche Bildung, Jugend, Audiovisuelles und Medien, Kultur, Mehrsprachigkeit, Sport
- Landwirtschaft, Fischerei und Lebensmittelsicherheit: Fischerei, Landwirtschaft, Lebensmittelsicherheit
- Organe und Einrichtungen der EU: Institutionelle Fragen
- Regionen und lokale Entwicklung: Regionalpolitik
- Reisen und Verkehr: Verkehr
- Umwelt und Energie: Energie, Klimaschutz, Umwelt
- Unternehmertum: Binnenmarkt, Handel, Unternehmen und Industrie, Wettbewerb
- Wirtschaft und Finanzen: Betrugsbekämpfung, Haushalt, Wirtschaft und Finanzen
- Wissenschaft und Technologie: Forschung und Innovation, Informationstechnologie
- Zoll und Steuern: Steuern, Zoll

### Handlungsfähigkeit und politische Funktionstüchtigkeit
Neben der Demokratisierung der Union und der Ausweitung der EU-Kompetenzen ist die Bewahrung der Handlungsfähigkeit trotz der Erweiterungsrunden auf inzwischen 27 Mitgliedstaaten eines der Motive, mit denen die Reformbedürftigkeit des politischen Systems der EU begründet wird.
Die Souveränitätsvorbehalte und speziellen Interessen der Mitgliedstaaten führten nicht nur zu einem komplexen Geflecht von Zuständigkeiten und Verfahren im politischen Gefüge der EU, sie bedrohen mit zunehmender Zahl der Mitgliedstaaten auch die Handlungsfähigkeit der Union, da eine Entscheidungsfindung im gegebenen institutionellen Rahmen immer schwerer wird. Davon betroffen sind das Europäische Parlament, das wegen wachsender Abgeordnetenzahlen immer ineffektiver arbeiten würde, die Europäische Kommission, die mit einem Kommissar pro Mitgliedstaat gleichfalls überbesetzt wäre, und der Rat der EU, der zur Erzielung von Mehrheiten für notwendige Reformen noch weit mehr Zeit in Kompromissverhandlungen verbringen müsste und dabei mit noch mehr vollständigen Misserfolgen zu rechnen hätte.
Die verschiedenen EU-Vertragsreformen – zuletzt der Vertrag von Lissabon, der 2009 in Kraft trat – zielten daher darauf ab, die supranationalen Institutionen zu verkleinern und die Hürden bei der Entscheidungsfindung abzubauen. So wurde die Anzahl der Mitglieder des Europäischen Parlaments auf 751 begrenzt und das Abstimmungsverfahren im Rat erleichtert. Das Ziel, die Kommission um ein Drittel zu verkleinern, wurde jedoch im Verlauf des Ratifikationsverfahrens aufgegeben, um den Widerstand einzelner Staaten zu überwinden.
Eine zusätzliche Komplikation in diesem Zusammenhang bildet die geplante Aufnahme weiterer Staaten, etwa der Türkei, mit denen bereits Beitrittsverhandlungen begonnen wurden. Schon im Kontext der Osterweiterung wurde vor einer möglichen Lähmung der EU durch Überdehnung gewarnt und teilweise die Befürchtung geäußert, es könne nur entweder die fortgesetzte Erweiterung oder eine weitere Vertiefung der EU geben. Dem wird von anderer Seite entgegengehalten, dass zusätzliche Erweiterungen nur in Verbindung mit angemessenen Integrationsfortschritten zu tragfähigen Ergebnissen führen könnten. Die künftigen politischen Strukturen der EU sind also derzeit offen, Veränderungen des Status quo aber auch nach dem Vertrag von Lissabon langfristig wahrscheinlich.

### Demokratisierung
Nachdem in der unmittelbaren Nachkriegszeit mit der Europäischen Bewegung kurzzeitig eine Organisation mit relativ breiter gesellschaftlicher Grundlage die europäische Integration vorangetrieben und die Gründung des Europarats 1949 erreicht hatte, gingen die Europäischen Gemeinschaften ab 1951 nicht mehr aus der Bevölkerung hervor, sondern aus Regierungsinitiativen und -vereinbarungen. Der eher wirtschaftlich-technokratische Beginn des Einigungsprozesses leistete einer strukturellen „Bürgerferne“ der EG Vorschub. Die europäische Einigung vollzog sich zunächst ohne intensive Aufmerksamkeit der Öffentlichkeit: Man spricht daher von einem permissive consensus (etwa: zulassender Konsens), mit dem die Bevölkerung die von ihren Regierungen verfolgte Integration passiv-wohlwollend hinnahm.
Erst ab Anfang der achtziger Jahre bemühten sich die Europäische Kommission und die Regierungen, auch eine höhere aktive Zustimmung der Bevölkerung zum Einigungsprozess zu erreichen. So wurden, ausgehend vom Adonnino-Bericht zum „Europa der Bürger“, der 1985 vom Europäischen Rat angenommen wurde, eine Vielzahl teils symbolischer, teils politischer Maßnahmen verwirklicht, um die EG im Alltag erfahrbar zu machen und eine gemeinsame europäische Identität zu fördern. Diese reichten von den EU-Symbolen über den Europäischen Führerschein, das Studentenaustauschprogramm Erasmus, die Unionsbürgerschaft, die Schaffung eines Europäischen Bürgerbeauftragten und das individuelle Petitionsrecht beim Europäischen Parlament bis zum EU-weiten Kommunalwahlrecht am jeweiligen Wohnort. Eine größere Rolle spielt außerdem der Schengen-Raum, innerhalb dessen auf Kontrollen des grenzüberschreitenden Personenverkehrs verzichtet wird, und der Euro als gemeinsame Währung.
Inwieweit dies einem europäischen Identitätsbewusstsein aufhelfen kann, bleibt abzuwarten. Obwohl die Mehrheit der europäischen Bevölkerung der EU-Mitgliedschaft ihres Landes prinzipiell positiv gegenübersteht, zeigt sie sich skeptischer, was die Institutionen der EU anbelangt. Diese Europaskepsis mag darin begründet liegen, dass traditionell nicht die EU, sondern der Nationalstaat den politischen Orientierungsrahmen der Europäer darstellt, in dem die Bürger ihre Interessen artikulieren. Vor allem aufgrund der Sprachbarrieren existiert nach wie vor keine einheitliche europäische Öffentlichkeit mit einem gemeinsamen Mediensystem, die existierenden Medien ihrerseits sind noch zu häufig in einem Provinzialismus nationaler Prägung gefangen.
Mit dem Vorwurf der Bürgerferne geht der des Demokratiedefizits einher. Um diesem Demokratiedefizit abzuhelfen, wurden 1979 die ersten Direktwahlen zum Europäischen Parlament eingeführt. Das Europäische Parlament wurde seit Ende der achtziger Jahre in mehreren Vertragsreformen aufgewertet, um seine Stellung im Gesetzgebungsprozess gegenüber dem Rat zu stärken. Der Vertrag von Maastricht 1992 führte das Mitentscheidungsverfahren ein, in dem die Kompetenzen zwischen Europäischem Parlament und Rat der EU ähnlich verteilt sind wie im deutschen Zustimmungsverfahren zwischen Bundestag und Bundesrat: Beide Institutionen sind gleichberechtigt, ein Gesetz kommt nur bei einer Einigung zwischen ihnen zustande. Dieses Mitentscheidungsverfahren galt zunächst nur für einige bestimmte Politikfelder; es wurde jedoch durch die Verträge von Amsterdam, Nizza und Lissabon zum „ordentlichen Gesetzgebungsverfahren“ ausgeweitet, das für fast die gesamte EU gilt.
Unter dem Eindruck der Eurokrise, hat im Jahr 2012 ein „Manifest zur Neugründung der EU von unten“, das zur Schaffung der rechtlichen und finanziellen Rahmenbedingungen für ein Freiwilliges Europäisches Jahr aufruft, zahlreiche prominente Erstunterzeichner unter Politikern, Publizisten und Künstlern gefunden. Das Freiwillige Europäische Jahr soll dazu dienen, alle Interessierten im Rahmen von Auslandsaufenthalten an der Erarbeitung von Lösungen vor allem für Umwelt- und Gesellschaftsprobleme zu beteiligen, die der einzelne Nationalstaat nicht mehr allein zu lösen vermag.